# Global Initiative for Chronic Obstructive Lung Disease
Die Global Initiative for Chronic Obstructive Lung Disease (GOLD), deutsch: Globale Initiative für chronisch obstruktive Lungenerkrankungen, wurde 1997 von der Weltgesundheitsorganisation (WHO) und vom National Institute of Health (NIH) ins Leben gerufen, um weltweit ein optimiertes Vorgehen in der Diagnose, Behandlung und Vermeidung der weitgehend unbekannten Volkskrankheit COPD durchzusetzen.
Die GOLD setzt sich das Ziel, 
1. weltweit gültige Strategien im Umgang mit der COPD sowie deren Vermeidung zu empfehlen
2. die Aufmerksamkeit der Ärzteschaft, von Gesundheitspolitikern und der Öffentlichkeit auf die Tatsache zu lenken, dass es sich bei der COPD um ein Gesundheitsproblem von allgemeinem  Interesse handelt
3. die Erkrankungsrate und Sterblichkeit bzgl. dieser Erkrankung zu senken, indem effektive Programme zur Diagnose und Behandlung der COPD eingesetzt und bewertet werden
4. eine wissenschaftliche Auseinandersetzung zur Beantwortung der Frage zu fördern, weshalb die COPD zunimmt, den Bezug zu Umweltfaktoren eingeschlossen
5. und letztlich: effektive Programme zur Vermeidung der COPD einzurichten

GOLD wird von mehreren großen pharmazeutischen Unternehmen aus Amerika, Europa und Japan finanziell unterstützt.